# Плав (озеро, Беларусь)
Плав (бел. Плаў) — озеро в Городокском районе Витебской области Беларуси, в бассейне реки Лужесянка (приток Западной Двины).

## География
Озеро Плав располагается в 26 км на северо-восток от города Городок, рядом с деревней Конаши. Около озера через Конаши проходит автомобильная дорога Н2532. Высота водного заркала над уровнем моря — 152,4 м.
В озеро Плав впадают четыре ручья и вытекает ручей в озеро Арлейко.
Площадь озера составляет 1,12 км², длина — 2,73 км, наибольшая ширина — 0,68 км. Длина береговой линии — 7,04 км. Наибольшая глубина — 8,8 м, средняя — 4,3 м. Объём воды в озере — 4,85 млн м³. Водосбор (площадь 10,2 км²) мелко- и средневозвышенный, сложенный из песков и супесей.

## Морфология и гидрология
Котловина ложбинного типа, вытянутая с юго-запада на северо-восток, со склонами высотой 5—7 м, на западе и востоке до 10 м. Склоны до высоты 2—3 м крутые, покрытые кустарником; выше — пологие, распаханные, на западе местами поросшие лесом. Береговая линия среднеизвилистая. Берега песчаные, местами песчано-глинистые, преимущественно сливающиеся со склонами. Юго-западный и юго-восточный берега низкие, поросшие кустарником. Вдоль низких участков берега тянется переувлажнённая пойма шириной до 50 м.
Подводная часть котловины блюдцеподобной формы, с обрывистыми краями и плоским ложем. Глубины до 2 м занимают около 18 % площади озера. Дно до глубины 2,5 м песчаное, до 4,5—5 м устлано опесчаненными отложениями, на бо́льших глубинах — глинистым илом.
Минерализация воды составляет 135—160 мг/л, прозрачность — 1,9 м, цветность — 60—100°. Озеро эвтрофное, слабопроточное.

## Флора и фауна
Озеро зарастает умеренно. Полоса прибрежной растительности спускается до глубин 1—1,4 м и распространяется в ширину от 8 до 20 м, на юго-востоке до 40 м. Под водой до глубины 2,2 м встречаются рдесты, роголистник, уруть.
В озере обитают щука, лещ, окунь, плотва, краснопёрка, карась, линь, налим, а также раки. Водоём зарыблялся щукой. Производится промысловый лов рыбы.

## Рекреационное использование
На берегу озера расположен Дом охотника охотхозяйства «Поозерье». Для любителей организована платная рыбалка.